# Холокост в Зельвенском районе
Холокост в Зе́львенском районе — систематическое преследование и уничтожение евреев на территории Зельвенского района Гродненской области оккупационными властями нацистской Германии и коллаборационистами в 1941—1944 годах во время Второй мировой войны, в рамках политики «Окончательного решения еврейского вопроса» — составная часть Холокоста в Белоруссии и Катастрофы европейского еврейства.

## Геноцид евреев в районе
Зельвенский район был полностью оккупирован немецкими войсками к 1 июля 1941 года, и оккупация продлилась более трёх лет — до 14 июля 1944 года. По нацистскому административному делению часть Зельвенского района западнее реки Зельвянка вошла в состав территории округа Белосток провинции Восточная Пруссия, а часть района восточнее Зельвянки стала относиться к рейхскомиссариату «Остланд» генерального округа Белорутения.
Во всех крупных деревнях района были созданы районные (волостные) управы и полицейские гарнизоны из белорусских, украинских и польских коллаборационистов.
Для осуществления политики геноцида и проведения карательных операций сразу вслед за войсками в район прибыли карательные подразделения войск СС, айнзатцгруппы, зондеркоманды, тайная полевая полиция (ГФП), полиция безопасности и СД, жандармерия и гестапо.
Одновременно с оккупацией нацисты и их приспешники начали поголовное уничтожение евреев. «Акции» (таким эвфемизмом гитлеровцы называли организованные ими массовые убийства) повторялись множество раз во многих местах. В тех населенных пунктах, где евреев убили не сразу, их содержали в условиях гетто вплоть до полного уничтожения, используя на тяжелых и грязных принудительных работах, от чего многие узники умерли от непосильных нагрузок в условиях постоянного голода и отсутствия медицинской помощи.
За время оккупации практически все евреи Зельвенского района были убиты, а немногие спасшиеся в большинстве воевали впоследствии в партизанских отрядах.

## Гетто

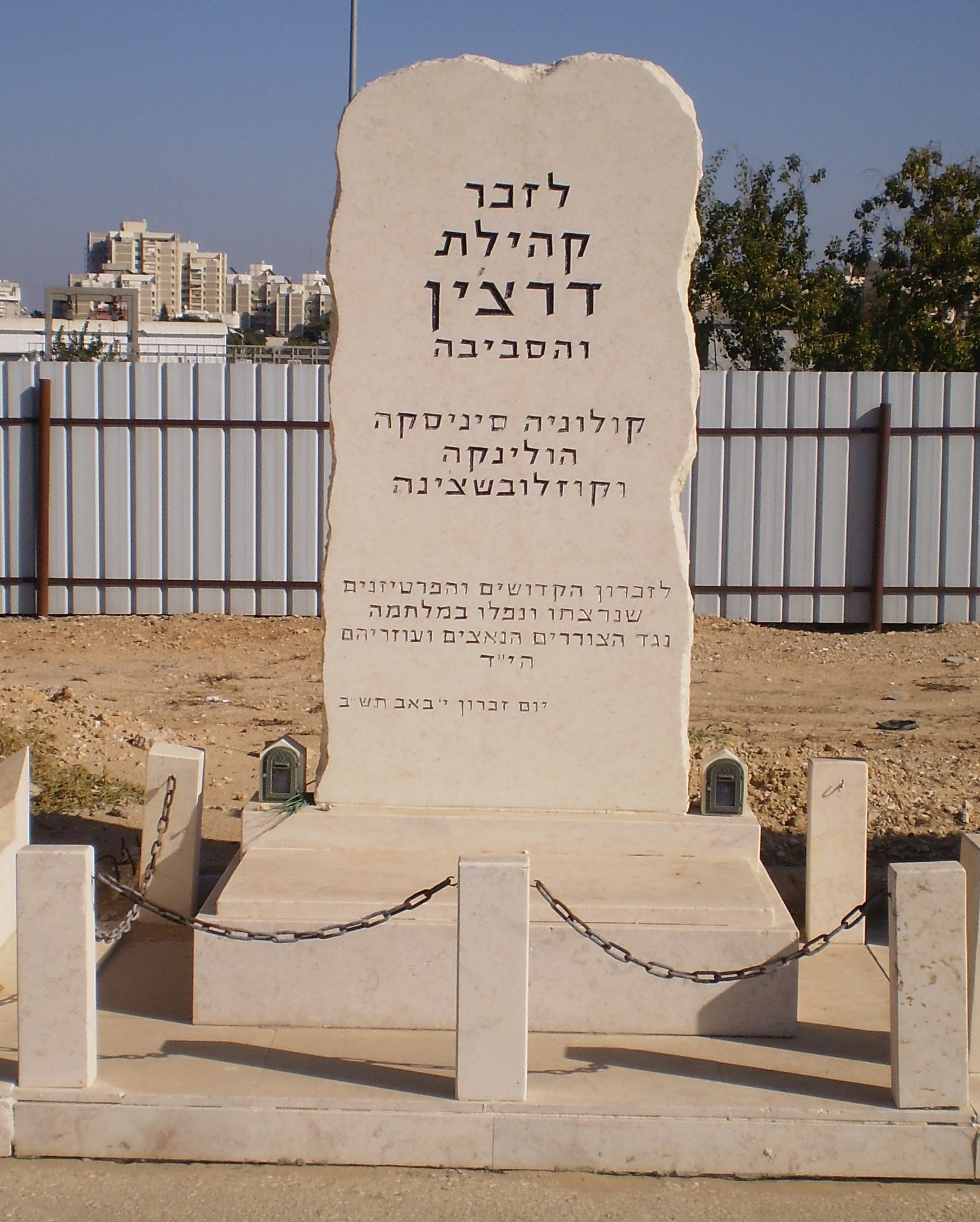
Символический памятник евреям Деречина на мемориальном кладбище в Холоне

Оккупационные власти под страхом смерти запретили евреям снимать желтые латы или шестиконечные звезды (опознавательные знаки на верхней одежде), выходить из гетто без специального разрешения, менять место проживания и квартиру внутри гетто, ходить по тротуарам, пользоваться общественным транспортом, находиться на территории парков и общественных мест, посещать школы.
Немцы, реализуя нацистскую программу уничтожения евреев, создали на территории района 2 гетто.
- В гетто поселка Деречин (начало 1942 — июнь-июль 1942) были замучены и убиты около 4100 евреев.

### Зельва
Посёлок Зельва был захвачен немецкими войсками 1 июля 1941 года, и оккупация продолжалась до 12 июля 1944 года. Кроме местных евреев, не успевших эвакуироваться, в Зельве уже к августу 1940 года находились 2230 еврейских беженцев из Польши. Заняв Зельву, немцы приказали евреям собрать и захоронить убитых, чьи тела были разбросаны по всему поселку. В местечке был создан мощный коллаборационистский гарнизон численностью 210 человек.
Немцы очень серьёзно относились к возможности еврейского сопротивления, и поэтому в большинстве случаев в первую очередь убивали в гетто или ещё до его создания евреев-мужчин в возрасте примерно от 15 до 50 лет — несмотря на экономическую нецелесообразность, так как это были самые трудоспособные узники. По этой причине 8 июля 1941 года в посёлок прибыли каратели и согнали всех евреев-мужчин до 60 лет к комендатуре. Учителям, раввинам и всем образованным приказали выйти — якобы им датут работу в соответствии с квалификацией. Так отобрали 18 (50) человек, увели и расстреляли в лесу.
После оккупации нацисты обязали евреев организовать юденрат, и вскоре создали гетто. Узники испытывали большие трудности с жильём. Они приспосабливались как могли, использовали под жильё погреба.
Евреев заставили нашить на груди и слева на плече круглые жёлтые заплаты, запретили им ходить по тротуарам. Ежедневно под конвоем немцев и полицаев их водили на принудительные работы.
Чтобы не умереть от голода, евреи обменивали оставшиеся вещи на еду. В 1942 году юденрат купил у крестьян пять коров и разделил мясо среди голодающих узников. Когда немцы узнали об этом, они арестовали шестерых организаторов этой сделки, повесили их публично и три дня не разрешали снять тела.
Практически все евреи Зельвы были убиты в 1942 году. Часть евреев из Зельвы перевели и убили в гетто Волковыска, часть — отправили в Освенцим. 12 декабря 1942 года 386 евреев убили на кладбище у деревни Старая Голынка. Летом 1943 года (2 ноября 1942 года) оставшихся в живых зельвенских евреев и евреек из ближних деревень согнали на железнодорожный вокзал и, отобрав перед посадкой ценные вещи, двумя составами отправили в польский город Малкиня-Гурна и далее на запад, где почти все они были убиты в концлагерях. Больных, старых и сопротивляющихся отъезду евреев перед отправкой расстреляли в Зельве недалеко от вокзала во дворе дома, находившегося на нынешней улице «17 сентября».
Спастись смогли немногие. Например, семья Новик сбежала из гетто Зельвы с тремя детьми — четырёх, шести и восьми лет. Два с половиной года они скитались по лесам и селам, но выжили.
На месте братской могилы евреев после войны установили памятник.

## Случаи спасения и «Праведники народов мира»
В Зельвенском районе 5 человек были удостоены почетного звания «Праведник народов мира» от израильского Мемориального комплекса Катастрофы и героизма еврейского народа «Яд Вашем» «в знак глубочайшей признательности за помощь, оказанную еврейскому народу в годы Второй мировой войны».
- Дедович Филомена и Анна — за спасение Ноаха Мельника в Деречине[24];
- Иголко Иван — за спасение Хаима Ротмана в деревне Горно[25];
- Буслович Станислав и Черняк Стефания — за спасение Исаака Резника и Ноаха Каплинского в деревне Кремяница[26];

## Память
Опубликованы неполные списки жертв геноцида евреев в Зельвенском районе.
Памятники убитым евреям района установлены в Деречине и в 1964 году — на братской могиле евреев в деревне Старая Голынка (Голынковский сельсовет).